# Holotrichia fissa
Holotrichia fissa är en skalbaggsart som beskrevs av Brenske 1894. Holotrichia fissa ingår i släktet Holotrichia och familjen Melolonthidae. Inga underarter finns listade i Catalogue of Life.